# Ibaloy
L’ibaloï (ou ibaloi, inibaloy) est une langue austronésienne parlée dans le Nord-Est, le centre et le Sud de la province de Benguet, située dans l'île de Luçon, aux Philippines.

## Classification
L'ibaloy est une langue malayo-polynésienne occidentale qui appartient au sous-groupe des langues luzon du Nord des langues philippines.
Il est proche du pangasinan, du karao, de l'ilongot et des parlers kallahan, le kallahan keley-i, le kallahan de kayapa et le kallahan de tinoc.

## Sources
- (en) Himes, Ronald S., The Southern Cordilleran Group of Philippine Languages, Oceanic Linguistics, 37:1, pp. 120-177, 1998.